# Ellsworth B. Buck

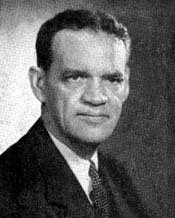
Ellsworth B. Buck

Ellsworth Brewer Buck (* 3. Juli 1892 in Chicago, Illinois; † 14. August 1970 in Stephenson, Wisconsin) war ein US-amerikanischer Politiker. Zwischen 1944 und 1949 vertrat er den Bundesstaat New York im US-Repräsentantenhaus.

## Werdegang
Ellsworth Brewer Buck wurde ungefähr sechs Jahre vor dem Ausbruch des Spanisch-Amerikanischen Krieges in Chicago geboren und wuchs dort auf. In dieser Zeit besuchte er öffentliche Schulen und die Morgan Park Academy. 1914 graduierte er am Dartmouth College in Hanover (New Hampshire). Zwischen 1914 und 1917 war er in der Kaugummiindustrie tätig. Während des Ersten Weltkrieges verpflichtete er sich am 5. Juli 1917 in der United States Naval Reserve. Buck besuchte die Naval Aviation Ground School und das Massachusetts Institute of Technology. Er erhielt ein Offizierspatent zum Ensign und wurde Ausbilder in Meteorologie. 1918 war er Verwalter (custodian) von meteorologisch Instrumenten des United States Naval Observatory in Washington, D.C. Er zog dann 1919 nach Staten Island, wo er bei L.A. Dreyfus Co. zu arbeiten begann. Zwischen 1932 und 1957 war er dort Vorstandsvorsitzender. Er hatte in den Jahren 1934 und 1935 unter N.R.A. den Vorsitz über die Chewing Gum Code Authority. Zwischen 1935 und 1944 saß er im Bildungsausschuss von New York City. Während dieser Zeit war er dort zwischen 1938 und 1942 Vizepräsident und zwischen 1942 und 1944 Präsident. Politisch gehörte er der Republikanischen Partei an.
Er wurde in einer Nachwahl am 6. Juni 1944 im elften Wahlbezirk von New York in das US-Repräsentantenhaus in Washington D.C. gewählt, um dort die Vakanz zu füllen, die durch den Tod von James A. O’Leary entstand. Bei den regulären Kongresswahlen des Jahres 1944 kandidierte er im 16. Wahlbezirk von New York für den 79. Kongress. Nach einer erfolgreichen Wahl trat er am 4. Januar 1945 die Nachfolge von James H. Fay an. Er wurde einmal wiedergewählt. Da er auf eine erneute Kandidatur im Jahr 1948 verzichtete, schied er nach dem 3. Januar 1949 aus dem Kongress aus.
Nach seiner Kongresszeit nahm er 1952 als Delegierte an der Republican National Convention in Chicago teil. 1954 war er Direktor des Office of Trade Investment and Monetary Affairs und der Foreign Operations Administration. Er nahm 1955 als Berater (public advisor) der US Delegation im Wirtschafts- und Sozialrat der Vereinten Nationen in Genf (Schweiz) teil. Am 14. August 1970 verstarb er in seinem Sommerhaus auf der Thunder Mountain Ranch im Township von Stephenson. Sein Leichnam wurde eingeäschert und die Asche auf dem Burial Stone des Thunder Mountain Ranch Cemetery beigesetzt.